# 非普通读者
《非普通读者》是艾伦·贝内特的短篇小说，首次出现在《伦敦书评》第5期第29卷（2007年3月8日）。其后本书以Faber-Fabor和Profile书籍的形式在同一年出版。
此书由作者阅读的有声读物版本于2007年印刻在CD上并发布。

## 情节
书名中“非普通的读者”（即伊丽莎白二世女王）在王宫之中偶遇移动图书馆后变得痴迷于书籍。故事讲述了女王痴迷于书记后，她的家庭和顾问的反应以及其对她的宪法地位的影响。
本书标题是“普通读者”一词的化用。这可能意味着一个为了娱乐而读书的人，而不是批评家或学者。它也可以指一个群体中的每一个人（例如，所有进入大学的学生）都能阅读一本书或一套书籍，以便他们可以有共同点。“普通读者”被弗吉尼亚·伍尔芙用作她1925年散文集的标题。授予弗吉尼亚·伍尔芙头衔的约翰逊博士对此说：“我很高兴与普通读者达成一致，因为读者的常识还没有被文学偏见所腐化。毕竟在细致微妙而教条的学习之后，我们必须对诗性荣誉作出普遍的认同。”
在英国英语中，“普通民众”（Common）具有几层含义。它可以指除皇室或贵族以外的任何人，也可以指俗，如俗味，或者中庸、普通。

## 女王的阅读书目
在这篇小说中提到了许多书籍、诗歌和作家，其中包括：
- J. R. 阿克力《我的小狗图利普》
- 劳伦巴卡尔
- 安妮塔·布魯克娜
- 塞西尔
- 常春藤康普顿伯内特
- 让·热内
- 托马斯·哈代的《唐恩的会聚》
- 温尼弗雷德·霍尔比
- 亨利詹姆斯
- 弗兰西斯·基尔弗特
- 菲利普·拉金的《树》
- 南希·米特福德《在寒冷的天气追求爱与爱》
- 爱丽丝·蒙罗
- 乔治·普鲁斯特的传记
- 希尔维亚普拉斯
- 勃朗特氏
- 马塞尔·普鲁斯特
- 瑞瑙特
- 菲利普·罗斯《诉状》
- 维克拉姆·塞斯
- 丹顿·韦尔奇
- 威廉·莎士比亚
- 查尔斯·狄更斯
- 萨克雷
- 简·奥斯丁
- 乔治爱略特
- E·M·福斯特
- 劳伦斯·斯特恩
- 石黑一雄
- 伊恩麦克尤恩